# Ad Pirum

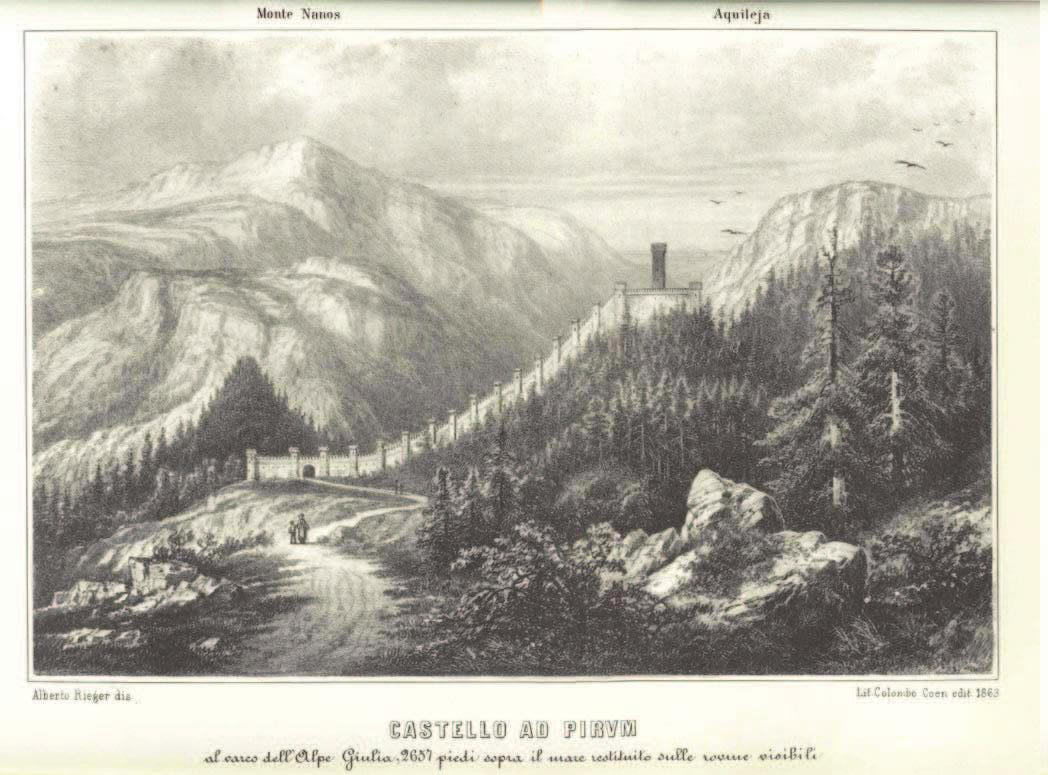
Litografia del 1863 con una ricostruzione di Ad Pirum

Ad Pirum fu una fortezza romana attiva durante il tardo Impero romano. Le rovine si trovano sulla Selva di Piro, nella Slovenia sud-occidentale, nei pressi del villaggio di Hrušica, nell'insediamento di Podkraj.

## Storia e struttura
La fortezza collinare centrale fu costruita durante il III secolo d.C. e fu utilizzata fino alla caduta dell'Impero romano. Sorgeva lungo il percorso della Via Gemina, che univa Aquileia a Aemona (Lubiana); in particolare, il percorso che passava per il valico di Piro, era quello più breve tra Castra ad fluvium frigidum ed Emona.
Gli scavi archeologici hanno rinvenuto una struttura lunga 250 m e larga 75 m, con mura alte 8 metri e spesse 2 m; le torri erano alte circa 10 m.
Tale struttura era la fortificazione più imponente e centrale del sistema difensivo della Claustra Alpium Iuliarum, che era un sistema di fortificazioni e mura creati per proteggere la penisola italiana dalle invasioni orientali, che si verificavano sulla strada tra Italia e Pannonia. Governata da 500 militari, in tempo di guerra la fortezza poteva ospitare fino a 100.000 soldati.

## Etimologia
L'etimologia dovrebbe riferirsi alla presenza di un albero di pere in prossimità del valico.